# Strada statale 136 Mediana Zaratina
La strada statale 136 Mediana Zaratina (SS 136), ora parte ricadente nel centro urbano di Zara e parte della D8 tra Zara e Murvizza (Murvica) in Croazia, era una strada statale italiana situata nella provincia di Zara, all'epoca facente parte del Regno d'Italia.

## Percorso

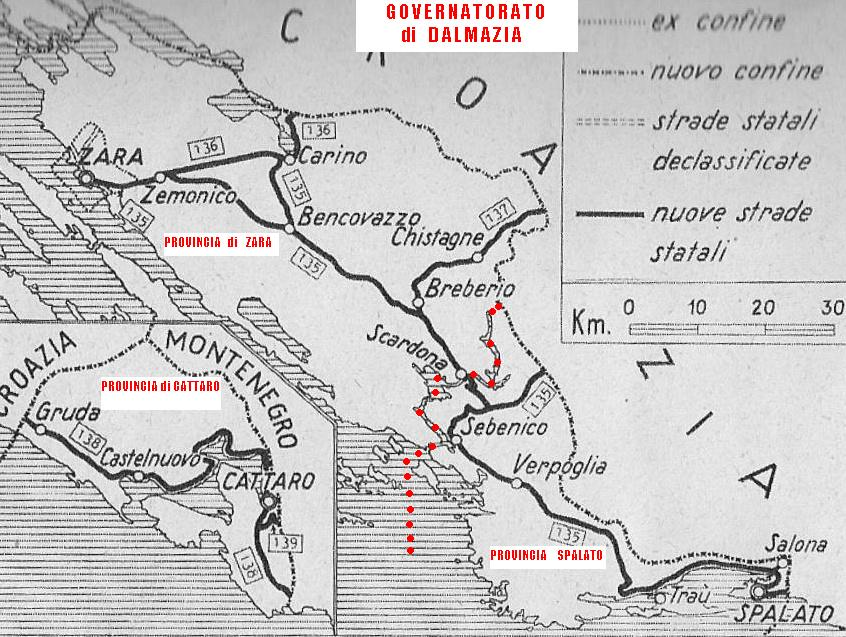
Rete stradale statale nel Governatorato della Dalmazia.

Il primo tratto, tra il porto di Zara ed il bivio San Giovanni, era in comune con la strada statale 137 Orientale Zaratina.
Incrociata la strada statale 135 Litoranea Zaratina, la strada procedeva in direzione nord-est attraversando i casali di Mussap fino al confine jugoslavo situato nei pressi di Murvizza (Murvica).

## Storia
Inserita nel nucleo iniziale delle strade statali nel 1928, fu affidata alle cure dell'A.A.S.S. fino al 1942.
A seguito dell'annessione italiana di territori jugoslavi avvenuta a partire dal 1941, si rese necessaria un'opera di riorganizzazione del sistema stradale. Venne declassificata nel 1942, mentre la numerazione fu contestualmente adottata per la nuova strada statale 136 del Mare di Karin.
Con l'armistizio di Cassibile, lo Stato indipendente di Croazia occupò i territori dalmati, ma la zona attorno Zara dove la strada si sviluppava rimase sotto la sovranità dell'Italia fino all'invasione del novembre 1944 da parte delle truppe jugoslave.
Formalmente solo a seguito del Trattato di Parigi nel 1947 l'intera area di Zara è passata sotto giurisdizione jugoslava e dal 1992 appartiene alla Croazia. Attualmente la strada è parte della strada statale D8 croata nel tratto tra Zara e Murvizza.